# Manuel Giró i Ribé
Manuel Giró i Ribé  (Lérida, 1848 - Barcelone, 22 décembre 1916) est un compositeur et organiste catalan.

## Biographie
À l'âge huit ans, il a appris la théorie de la musique et chantait avec une voix de soprano dans différentes chapelles. Souhaitant suivre la carrière ecclésiastique, il est entré au séminaire, où il a étudié la philosophie et le latin et, mais à l'âge de 19 ans, il a quitté l'école et a décidé de se consacrer à la musique. Il était un excellent organiste, et pouvait parfois remplacer son maître Magí Pontí i Ferrer à l'orgue de la cathédrale de Lleida. Il est resté à ce poste jusqu'à l'âge de vingt-deux ans.
Il a étudié l'harmonie avec Francesc Oliver. Voyant qu'à Lleida, il ne pouvait développer son talent musical, il a décidé d'aller à Barcelone, où il est resté quatre ans en donnant des leçons de musique. En 1873, il déménage à Paris, où il demeure quinze ans. Il se fait connaître en 1875 en faisant jouer son Salve Regina aux Concerts Pasdeloup. Puis il a composé une symphonie en quatre mouvements, Sinfonía Mozárabe pour l'Orchestre Colonne. Il a eu l'honneur de faire jouer par l'orchestre du Conservatoire une œuvre religieuse qui a produit un grand effet. En 1879, l'éditeur Hengel a publié une collection de chansons intitulée Tras los Montes, qui a contribué à le faire connaître de tous les amateurs parisiens. En outre, il a écrit un « lamentació de Jeremies » avec chœur, solistes et orchestre, qui a été jouée par les concerts Pasdeloup. En 1883 a été créé le ballet la Fiesta andaluza  à l'Opéra de Paris. Mais ce qui a le plus contribué à sa renommée, a été un grand ballet avec des chœurs, donné au bénéfice des Alsaciens et des Lorrains. Toute la presse à l'unanimité a déclaré qu'il était un compositeur de grand avenir.
Après son retour à Barcelone, où le 6 juin 1885 a été créé au Grand théâtre du Liceu l'opéra en quatre actes Il rinnegato Alonso García, qui a obtenu un bon succès, malgré un scénario faible du début à la fin, trop long et trop développé. Les ballets tirés de cet opéra ont figuré dans les programmes de tous les concerts pendant longtemps.
À la mort du ténor Julián Gayarre, qui était un ami très proche, il a composé en sa mémoire un Requiem, qui a été joué en concert dans les théâtres de Barcelone, sous la direction du maître Modeste Subeyas Bach. Plus tard il a donné au Teatre Novedades de la capitale catalane l'opéra en espagnol Nuestra Señora de París, qui a tenu l'affiche pendant un certain nombre de représentations. Il a créé ensuite El sombrero de tres picos à Madrid, en 1893, sans beaucoup de succès. Parmi les œuvres qu'il nous a laissées, on trouve un drame lyrique inédit en trois actes, intitulé Ermantho, qui a remporté le premier prix lors d'un concours organisé à Madrid avec une récompense de 5 000 pesetas; un autre opéra en un acte, El estudiante de Salamanca; un opéra en trois actes intitulé Florinda; un poème en deux parties pour voix et orchestre En lo terreno y en lo eterno, où apparaît un Magnificat pour grand orchestre, et enfin un poème intitulé Guerra, avec un texte de sa composition.
Parmi les œuvres chorales, figure l'hymne Montserrat, avec les paroles de Joan Maragall qui a été créé par le chœur Orfeó Popular olotí, le jour de Sainte-Cécile en 1914. C'est devenu une pièce qui est jouée à toutes les fêtes.